# Еліяш Ладівер
Еліяш Ладівер (словац. Eliáš Ladiver; *1633, Жиліна — †2 квітня 1686, Пряшів) — словацький професор Пряшівської школи, філософ і драматург.

## Біографія
Народився в учительській родині, освіту здобув в Левочі, Братиславі та Шарошпатаку (Угорщина), де його вчителем був Ян Амос Коменський, а також в німецьких університетах (у Віттенберзі і Магдебурзі). У 1655 став ректором школи в Жиліні, в 1661 перейшов працювати в Бардіївську гімназію. Недовго служив лютеранським пастором, пізніше поїхав працювати в євангелічну колегію в Пряшеві, де викладав логіку. Після закриття колегії знову в (1672) став пастором, тепер уже в Тисовці.
Ладівер був видатним педагогом. Завдяки йому Бардіївська школа і Пряшівська колегія вийшли на високий рівень освіти. Паралельно зі старими схоластичними методами викладання він став застосовувати деякі викладацькі принципи Яна Амоса Коменського, намагаючись наблизити навчання в школі до практичних життєвих потреб.
Емігрантом жив в Торуні, Гданську, Лешне (Польща) і Єні (Німеччина). У 1678–1681 був ректором школи в Трансільванії. Пізніше повернувся в Пряшів, де знову відкрилася колегія.

## Творчість
Ладівер був прихильником філософії Аристотеля і протестантським схоластом.
Писав філософські трактати, сценарії шкільних вистав полемічного характеру. Також займався питаннями логіки, етики, риторики і метафізики.

## Твори
- 1656 — Poznámky o duši (Annotationes in pneumaticam)
- 1658 — Poznámky o logike (Annotationes in logicam)
- 1662 — Neochvejný dôkaz (Assertio immota)
- 1667 — O atómoch proti Camanovi (De atomis contra Zabanium)
- 1668 — Vo viere stály Eleazár (Eleazar constans), театральна постановка, розвиваюча біблійний сюжет про героя, який відмовився діяти проти своїх переконань і віри
- 1669 — Udatný Papinián (Papinianus tetragonos), театральна постановка з античним сюжетом, про роль моралі в порятунок від безправ'я і насильства
- 1671 — Pravidlá logiky (Summulae logicae)